# Церковь Марии Магдалины (Ханау)
Церковь Марии Магдалины (нем. Marienkirche Hanau) — евангелическая церковь, расположенная в гессенском городе Ханау; готическое здание рядом с нынешним Музеем ювелирного искусства было построено в середине XV века на месте романского храма, упоминавшегося в документах за 1316 год. Строительство современной колокольни началось в 1448 году.

## История и описание

### Создание и Реформация
В 1303 году, когда Ханау получил статус города, на месте современной церкви Марии Магдалины уже находилась небольшая романская часовня — точная дата строительства которой, по состоянию на начало XXI века, не была известна. В 1316 году часовня впервые упоминается в документах как филиальный храм приходской церкви Богоматери в Кинцдорфе, к югу от границы тогдашнего Ханау.
В 1434 году ситуация изменилась: граф Рейнхард II переместился центр духовной жизни из Кинцдорфа в сам Ханау. Граф также расширил церковь, выбрав её в качестве нового места захоронения для своей семьи, члены которой ранее были похоронены в монастыре Арнсбург. Сам Рейнхард II был похоронен здесь в 1451 году. Работы по расширению храма, включая увеличение площади апсиды, продолжались до 1454 года. В 1448 было начато строительство и существующей башни-колокольни, которая получила свой первый большой колокол, изготовленный в Швайнфурте, в 1480 году.

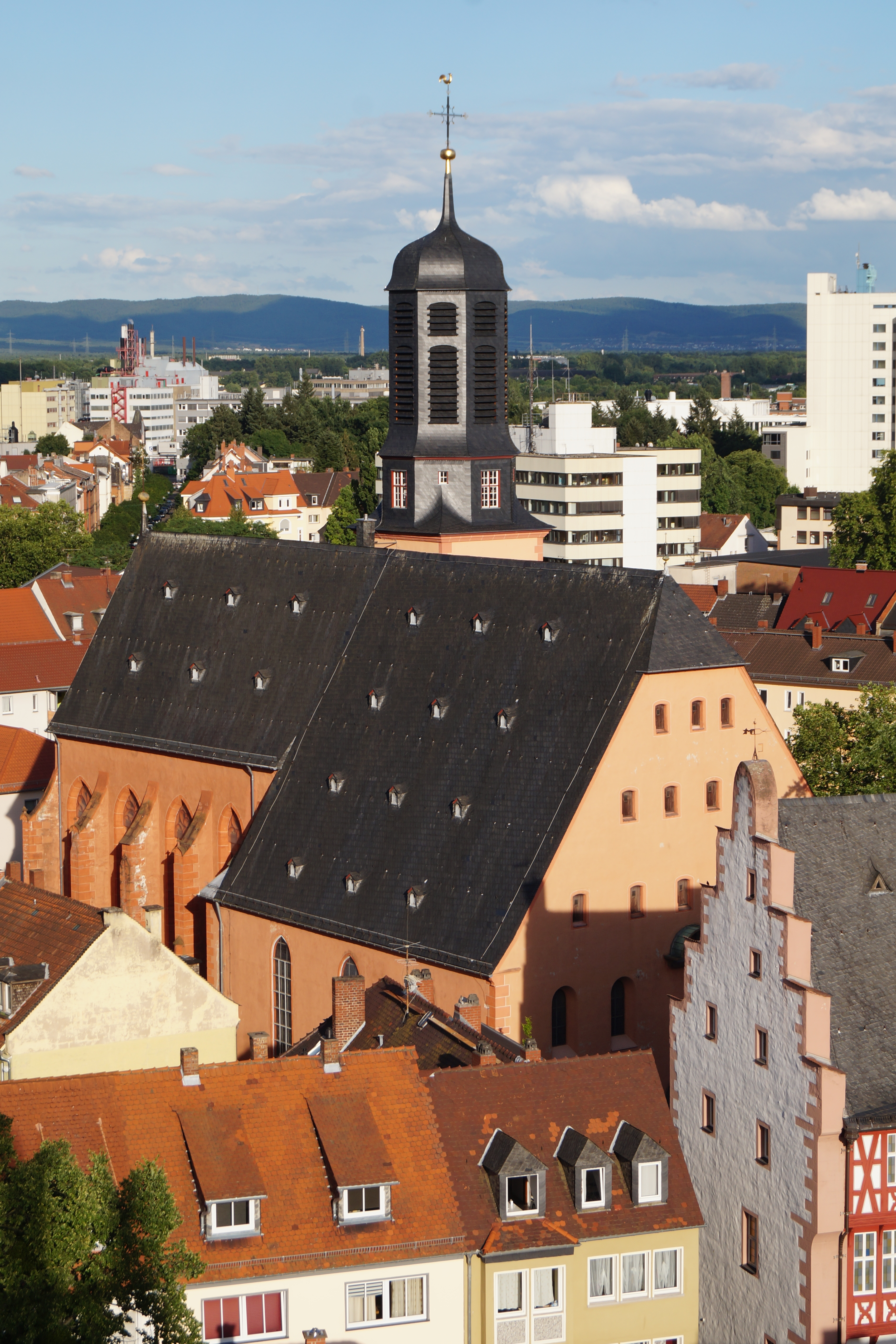
Вид на церковь Марии Магдалины (2017)

Самым значительным изменением в структуре храма стала перестройка, инициированная графом Филиппом I: в 1485 году он вернулся со Святой земли и заказал строительство крупного хора, имевшего длину в 22 и ширину в 10 метров — при высоте в 16,4 м. Предположительно, столь вместительный хор задумывался как первый этап общего расширения церкви, однако Реформация сорвала подобные планы. К моменту завершения хора в 1492 году, в нем размещалось пять алтарей. Параллельно с расширением церковного здания сам храм стал коллегиальной церковью.
В результате Реформации, к 1550 году, католические мессы в церкви Марии Магдалины были отменены, а в 1558 началась и перестройка самого здания, завершившаяся к 1561. В 1595 году были разорваны средневековые алтари и вывезены картины, скульптуры и другие произведения искусства; частично они были проданы. Более столетия спустя местный мастер Валентин Маркарт построил в сильно опустевшем здании барочный орган, являвшийся «доминирующим элементом» интерьера до разрушения храма в 1945 году. В 1709 году церковь получила и новые колокола.

### XX век. Разрушение и восстановление
В период с 1847 по 1849 год в церкви прошла реставрация; следующая состоялась уже в XX века, в 1929 году. Серия воздушных налетов в годы Второй мировой войны — в особенности от 19 марта 1945 года — превратил город Ханау и церковь в руины. Неф был сожжен вместе с колокольней, с которой упали колокола. Устояли только своды хора, что спасло храм от полного разрушения.
Восстановление церкви Марии Магдалины проходило по планам профессора Карла Грубера: так постепенно были восстановлены хор (1951), башня (1954) и неф (1956). Несколько сохранившихся произведений искусства, витражей и гробниц были возвращены в помещение; предосторожность пастора Георга Геккеля — удалившего большую часть старых церковных книг, изданных начиная с 1593 года, и произведений искусства из здания — спасла их от полного уничтожения. Неудовлетворительное состояние органа, построенного в 1956—1957 и дополненного в 1964 годах, послужило поводом для реконструкции церкви уже в XXI веке, в 2002—2003.